# Мерсер (округ, Северная Дакота)
Округ Мерсер (англ. Mercer County) располагается в США, штате Северная Дакота. Официально образован 14-го января 1875 года. По состоянию на 2010 год, численность населения составляла 8592 человека.

## География
По данным Бюро переписи США, общая площадь округа равняется 2 880 км², из которых 2 707 км² — суша, и 174 км², или 6,02 % — это водоёмы.

## Население
По данным переписи населения 2000 года в округе проживает 8644 жителя в составе 3346 домашних хозяйств и 2445 семей. Плотность населения составляет 3,00 человека на км2. На территории округа насчитывается 4402 жилых строения, при плотности застройки около 2,00-х строений на км2. Расовый состав населения: белые — 96,04 %, афроамериканцы — 0,05 %, коренные американцы (индейцы) — 2,00 %, азиаты — 0,25 %, гавайцы — 0,38 %, представители других рас — 0,12 %, представители двух или более рас — 1,16 %. Испаноязычные составляли 0,37 % населения независимо от расы.
В составе 37,10 % из общего числа домашних хозяйств проживают дети в возрасте до 18 лет, 65,20 % домашних хозяйств представляют собой супружеские пары, проживающие вместе, 5,10 % домашних хозяйств представляют собой одиноких женщин без супруга, 26,90 % домашних хозяйств не имеют отношения к семьям, 24,80 % домашних хозяйств состоят из одного человека, 11,10 % домашних хозяйств состоят из престарелых (65 лет и старше), проживающих в одиночестве. Средний размер домашнего хозяйства составляет 2,55 человека, и средний размер семьи 3,05 человека.
Возрастной состав округа: 29,10 % — моложе 18 лет, 4,20 % — от 18 до 24, 27,50 % — от 25 до 44, 24,90 % — от 45 до 64, и 24,90 % — от 65 и старше. Средний возраст жителя округа — 40 лет. На каждые 100 женщин приходится 101,20 мужчин. На каждые 100 женщин старше 18 лет приходится 99,90 мужчин.
Средний доход на домохозяйство в округе составлял 42 269 USD, на семью — 51 983 USD. Среднестатистический заработок мужчины был 47 969 USD против 21 667 USD для женщины. Доход на душу населения составлял 18 256 USD. Около 5,50 % семей и 7,50 % общего населения находились ниже черты бедности, в том числе — 5,20 % молодежи (тех, кому ещё не исполнилось 18 лет) и 20,90 % тех, кому было уже больше 65 лет.